# پاراکورو
پاراکورو (به پرتغالی: Paracuru) یک منطقهٔ مسکونی در برزیل است که در سئارا واقع شده‌است. پاراکورو ۳۵٬۳۰۴ نفر جمعیت دارد.